# Abbotsford House
Abbotsford è una casa storica del Regno Unito nella regione scozzese del Borders presso Galashiels, sulla sponda sud del fiume Tweed

## Storia
La proprietà terriera era una piccola fattoria di 100 acri (0,40 km²) chiamata Cartleyhole, che venne comprata da Walter Scott nel 1811. Inizialmente, Scott fece costruire una piccola villa e la battezzò Abbotsford; il nome della casa è dovuto al fatto che gli abati (abbots in inglese) dell'abbazia di Melrose attraversavano spesso il fiume Tweed, da una sponda all'altra, utilizzando un guado. Scott, aggiunse alla dimora elementi decorativi come sculture di pietra (ricavate da rovine di castelli o dalle abbazie della Scozia), collezioni di antichi arredamenti, armi, armature, e cimeli spesso legati alla storia della Scozia. Fece inserire, inoltre, una grande libreria. La costruzione dell'intera casa terminò nel 1824.
Sfortunatamente Scott abitò nella sua residenza solo un anno a causa di una crisi economica che lo colpì nel 1825, anno in cui la casa venne ipotecata.

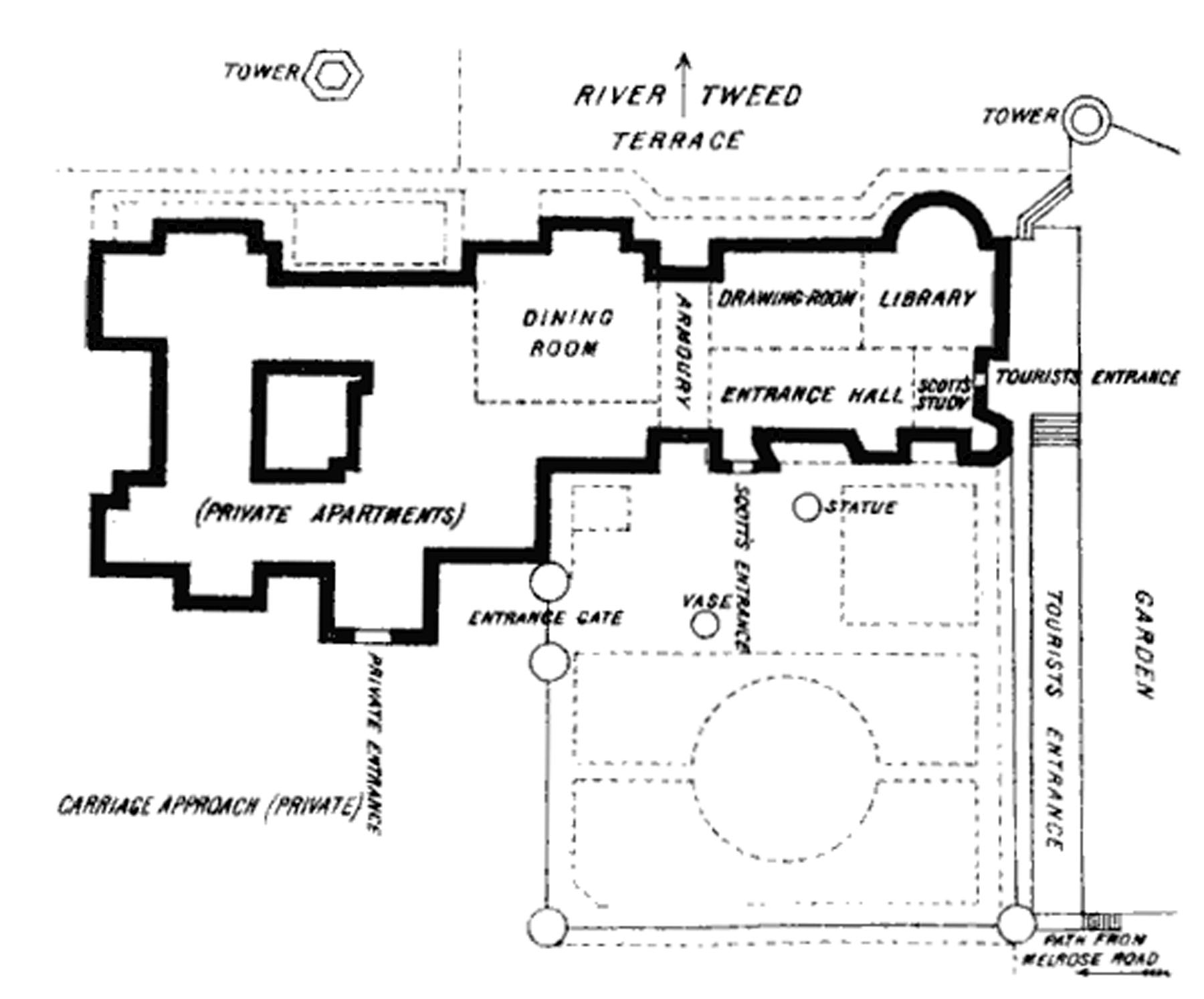
Planimetria

La casa è aperta al pubblico dal 1883 ed è stata abitata dai discendenti di Scott fino al 2004. L'ultima sua discendente diretta ad aver abitato nella dimora è stata la dama Jean Maxwell-Scott (8 giugno 1923 - 7 luglio 2004) (una sua pro-pro-pronipote, dama d'onore di Alice, duchessa di Gloucester), che ha ereditato la casa da sua sorella maggiore, Patricia, nel 1998. Le due sorelle hanno trasformato la dimora in uno dei centri turistici più importanti della Scozia.

## Descrizione
La struttura, in stile baronale scozzese, ha la forma di un parallelogramma caratterizzato da contorni irregolari; una facciata della casa è rivolta verso il fiume Tweed. La dimora è ricca di cimeli e di elementi di strutture storiche come la porta principale dell'Old Tolbooth (uno dei principali edifici medievali di Edimburgo, demolito nel 1817).

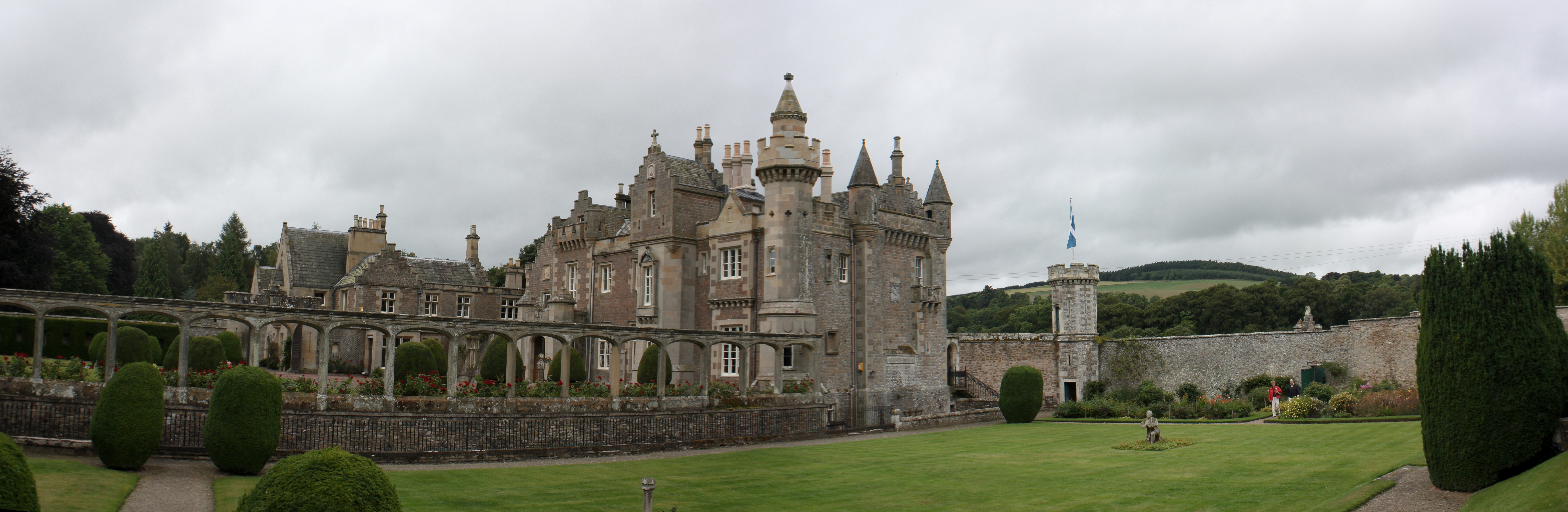
Abbotsford House vista dai giardini